# Inermonephtys tetrophthalmos
Inermonephtys tetrophthalmos är en ringmaskart som beskrevs av Rainer och Kaly 1988. Inermonephtys tetrophthalmos ingår i släktet Inermonephtys och familjen Nephtyidae. Inga underarter finns listade i Catalogue of Life.